# 747 Winchester
Winchester (asteroide 747) é um asteroide da cintura principal com um diâmetro de 171,71 quilómetros, a 1,9629408 UA. Possui uma excentricidade de 0,34413239 e um período orbital de 1 891,17 dias (5,18 anos).
Winchester tem uma velocidade orbital média de 17,21659396 km/s e uma inclinação de 18,17638915º.
Esse asteroide foi descoberto em 7 de Março de 1913 por Joel Metcalf.